# Nunzio Malasomma
Nunzio Malasomma (Caserta, 4 de febrer de 1894 - Roma, 12 de gener de 1974) va ser un director de cinema i guionista italià. Ha dirigit 41 pel·lícules entre 1923 i 1968.

## Biografia
Després de llicenciar-se en enginyeria, va treballar com a periodista i el 1920, juntament amb Luciano Doria, va fundar "Fortunio", una revista de cinema i teatre. El 1923, de nou juntament amb Doria, va dirigir la seva primera pel·lícula, Un viaggio nell'impossibile. La crisi provocada per la Primera Guerra Mundial i de la qual la indústria cinematogràfica italiana va lluitar per recuperar-se, el va portar a traslladar-se a Alemanya, on als anys 1920 va dirigir nombroses pel·lícules.
Amb l'arribada del so, al seu retorn a Itàlia va crear una sèrie de comèdies brillants i sentimentals que van aconseguir un èxit moderat de públic, dirigint actors del calibre de Vittorio De Sica i Amedeo Nazzari. Després de la Segona Guerra Mundial la seva direcció va ser esporàdica i, el 1968, la seva darrera pel·lícula va ser -sorprenentment donada la seva producció anterior- un spaghetti western.

## Filmografia

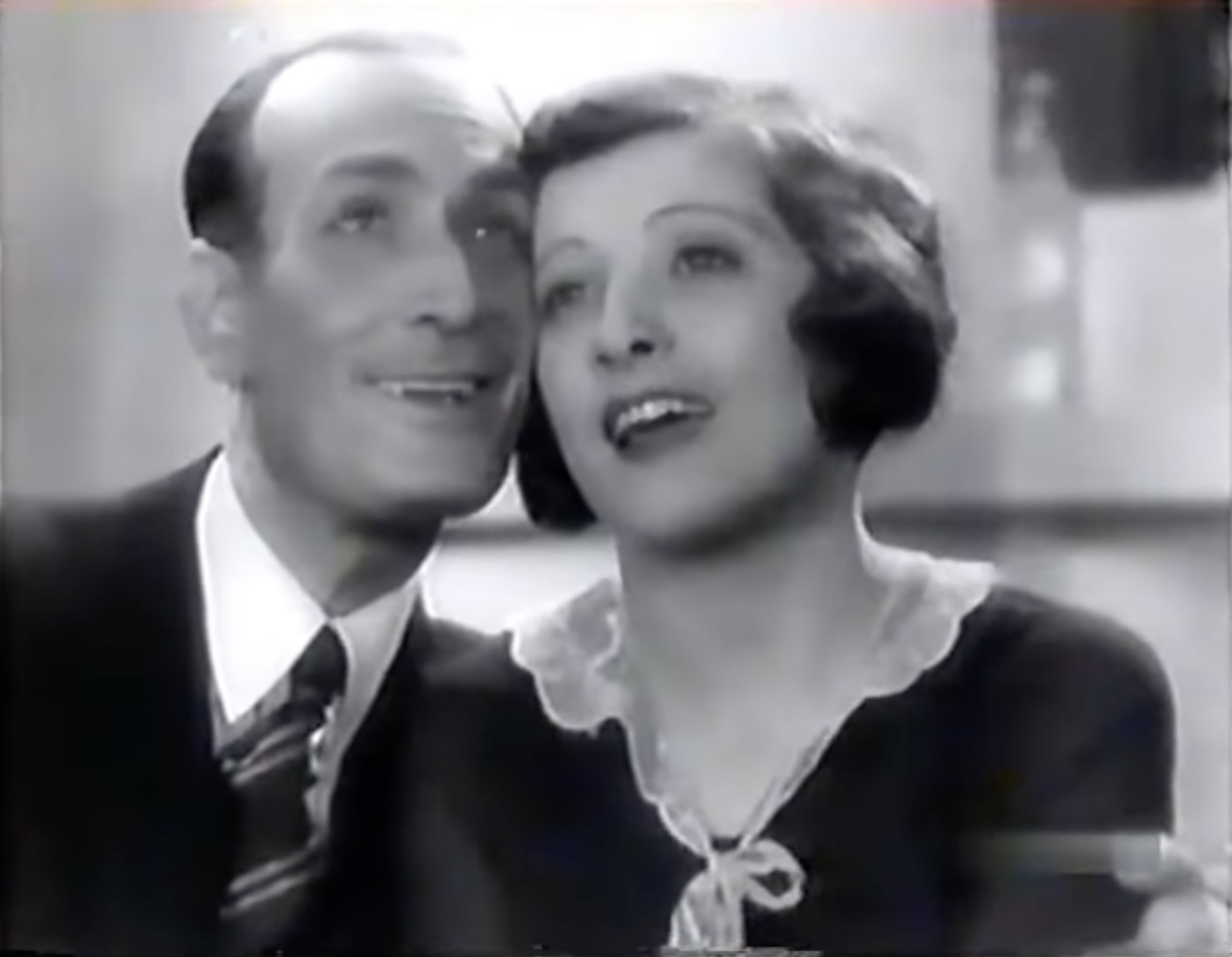
Luigi Cimara i Isa Pola a La telefonista (1932)

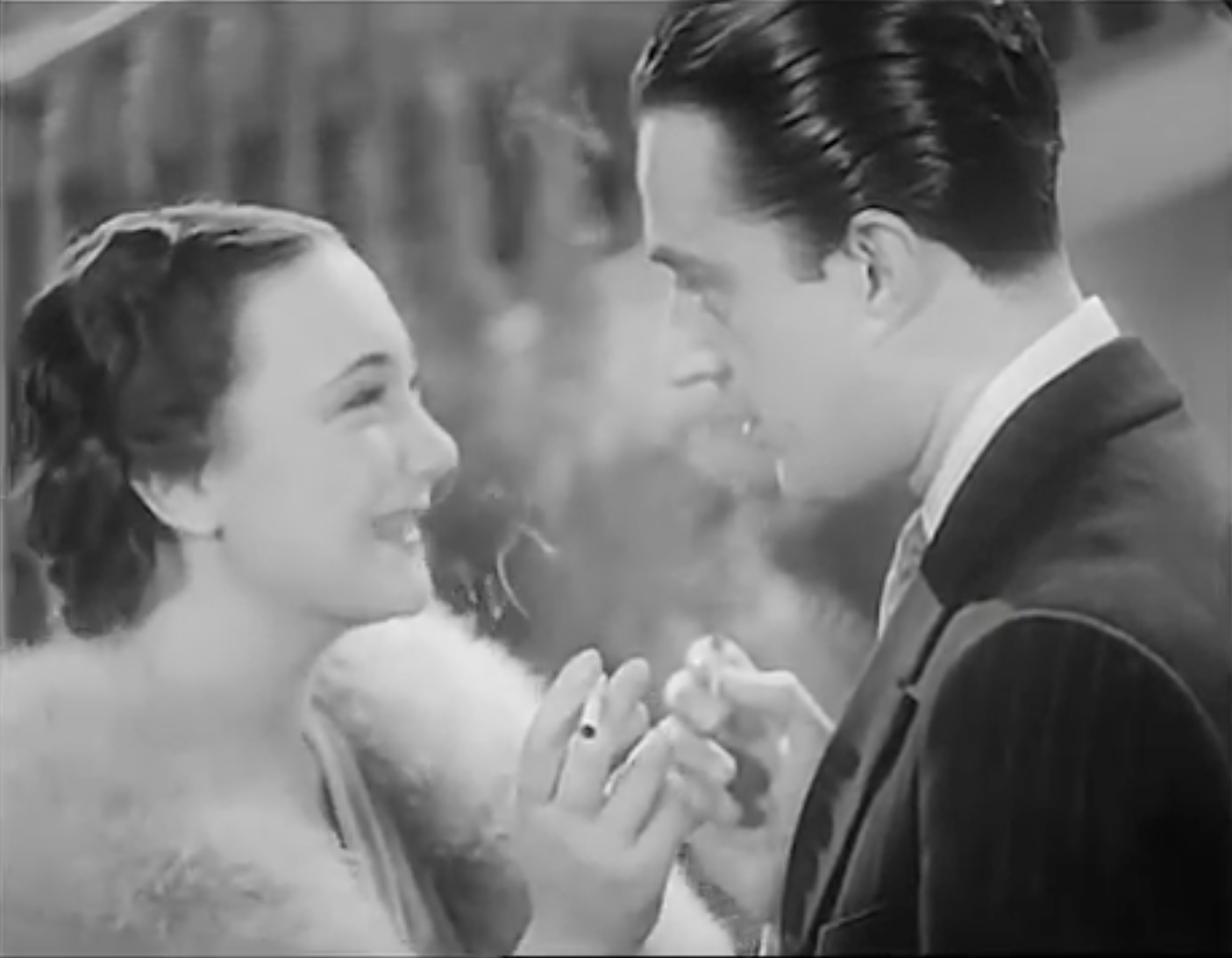
Elsa Merlini i Vittorio De Sica a Non ti conosco più (1936)

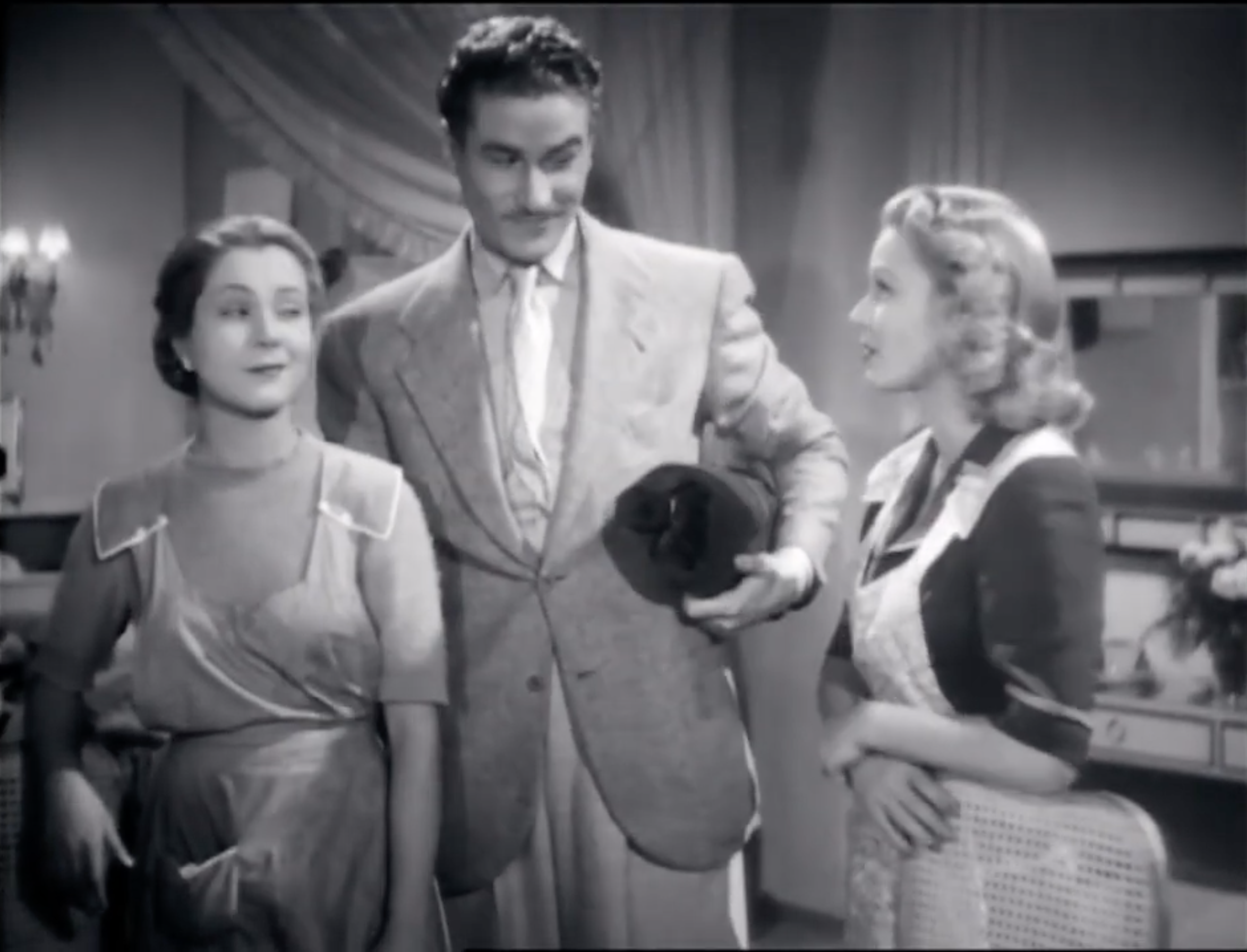
Lilia Silvi, Amedeo Nazzari i Vivi Gioi a Dopo divorzieremo (1940)

### Com a director
- Un viaggio nell'impossibile, co-dirigida amb Luciano Doria (1923)
- Mister Radio (1924)
- Der König und das kleine Mädchen (1925)
- Eine Minute vor Zwölf (1925)
- Jagd auf Menschen (1926)
- Einer gegen Alle. Die Sensationen eines Millionärs ohne Geld (1927)
- Der Mann ohne Kopf (1927)
- Der Kampf ums Matterhorn, co-dirigida amb Mario Bonnard (1928)
- L'uomo dall'artiglio (1931)
- La telefonista (1932)
- La cantante dell'Opera (1932)
- La signorina dell'autobus (1933)
- Sette giorni cento lire (1933)
- La cieca di Sorrento (1934)
- Cléo, robes et manteaux (1935)
- Non ti conosco più (1936)
- Lohengrin (1936)
- Nina, non far la stupida (1937)
- Eravamo 7 sorelle (1937)
- Rote orchideen (1938)
- Die frau ohne Vergangenheit  (1939)
- Cose dell'altro mondo (1939)
- Dopo divorzieremo (1940)
- Scampolo (1941)
- Giungla (1942)
- Acque di primavera (1942)
- Gioco pericoloso (1942)
- Incontri di notte (1943)
- In due si soffre meglio (1943)
- La signora in nero (1943)
- Il diavolo bianco (1947)
- Il diavolo in convento (1951)
- Quattro rose rosse (1952)
- Adorabili e bugiarde (1958)
- La rivolta degli schiavi (1960)
- 15 forche per un assassino (1967)

### Director i guionista
- Der Ruf des Nordens, co-dirigida amb Mario Bonnard (1929)